# 蔣中正考察蘇聯
1923年，蔣中正以孫中山全權代表名義考察蘇聯，歷時約3個月，較全面考察蘇聯政治、經濟、文化等方面。這是中國歷史上首次對世界首個社會主義國家派出官方考察團。但此行最重要的任务“西北军事计划”——在库伦依托苏联的援助，建立武装力量进攻北京的战略，却被苏方拒绝。  蔣中正在行程歸國後，對蘇聯做出了較為全面細緻的分析，認為蘇聯這個國家在政治上獨裁，在文化上不尊重傳統並與中國文化格格不入，行使霸權主義，並預見蘇聯是對中國的威脅，以及蘇聯終將敗亡。蔣對蘇聯的不少分析和觀點後來都有應驗，可見蔣對外交和國際形勢的遠見卓識。而谓苏联“赤色帝国主义”，也是蒋的中文词汇发明。

## 前奏
蔣早年作為滿腔熱血的革命志士，聽聞俄共布爾什維克革命成功，推翻帝制，建立勞動人民專政的蘇聯，很受鼓舞，也非常期待能身臨其境。
1919年後，蔣就非常關注俄國的局勢和政治軍事形勢，並萌生赴蘇聯考察的想法。蔣在這一時期，對俄共革命持大力支持態度，並把俄國十月革命認作是“新紀元的開始”。
勤作日記的蔣在1919年1月1日寫道：“近年拟学习俄语，预备赴俄考察一番，将来做些事业”，看來蔣還有學習俄語的打算。蔣也為俄共辯護，稱：“如果有人攻击俄国革命，必与之力争；如有人攻击共产党，必竭力为之辩护”。

## 準備
1921年5月，孫中山在廣州就任“非常大總統”。1921年12月，孫與共产国际代表马林會晤，希望能派自己的得力助手赴蘇聯考察。
1922年7月13日，蔣給大元帅府秘书长杨庶寫信，向孙表達考察蘇聯願望：“为今之计，舍允我赴欧外，则弟以为无一事是我中正所能办者……如不允我赴俄，则弟只有消极独善，以求自全。”:134

## 經過

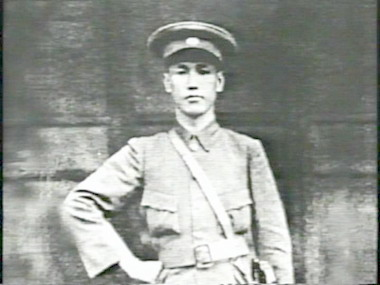
蔣身穿軍服，攝於1923年

1922年9月孙中山、蒋介石，在与苏俄军事代表赫克尔（А.И.Геккер）秘密会见中提出：希望苏俄给予军事援助，帮助中国西北地区建立军事基地；孙中山拟定的“西北军事计划”原则方案是：背靠苏俄，在库伦（今蒙古人民共和国乌兰巴托）建立军事基地，集结和训练军事力量，从蒙古南部向北京发动进攻。
1923年7月25日，蒋介石从家乡来到上海，紧张地展开了出访的各项准备工作。8月5日，他秉承孙中山旨意，与马林和汪兆銘、張繼、林業明等人商讨组织“孙逸仙博士代表团”访苏诸事项:129。1923年，蔣給孫寫信：「為今之計，舍允我赴歐外，則弟以為無一事是我中正所能辦者……如不允我赴俄，則弟只有消極獨善，以求自全。」:778月6日，蔣回寧波:129。8月13日，蔣去上海:130。
8月16日，蔣率沈定一、張太雷、王登雲等人，由上海乘日本轮船神田丸啟程赴蘇:130。8月19日，抵達遼寧大连，登陸换乘火车。8月25日，火車抵達满洲里边界，换车后进入苏联境内。经过9天颠簸，穿越西伯利亞，于9月2日抵达首都莫斯科。
蔣用心記錄其學習體會，「俄國革命成功的原因有三點：一是工人接受革命之煽動；二是農人亦然；三是准各族自治，組成聯邦制；在國家建設方面，他認為蘇聯「有三點顯著現象：一是兒童教育嚴格；二是工人皆受軍隊教育；三是小工廠租給私人」:78。同年冬，蔣返國覆命:9。蘇聯之行加深蔣對蘇聯之認識和疑慮:1463。
在蘇3個月間，蔣拜訪蘇聯諸位領導人，先後與军事人民委员托洛茨基、外交人民委员齐采林、苏维埃主席团主席加里宁等會談:135。他在此行中也會見化名為加侖的指揮官布柳赫尔，他後來成了國民黨的軍事總顧問:4。
1923年9月7日，與蘇共政治局秘书罗素达克會談，聽他介紹俄國的革命經驗及建黨情況:136。
1923年10月3日，蔣会晤越南革命領袖阮爱国（胡志明）:136。10月6日上午，蔣向外交部、軍務部各遞交意見書各一份:136。
蔣還訪問了莫斯科、彼得格勒（今聖彼得堡市）的黨政軍機關、學校、工廠、農場、博物館等地，了解蘇聯紅軍的活動與編制。據稱還登上當年法皇拿破崙侵俄時登上的山峰。因列寧重病在身，蔣未能拜會列寧，於是由托洛茨基和史達林接見後，被交給托洛茨基的得力助手斯格楊斯基:3。中國社會科學院杨天石表示：蘇聯內部史達林和托洛茨基權鬥，“排斥異己”風氣盛行，蔣對蘇聯政治非常失望。
1923年11月13日，訪問接近尾聲時，蔣與苏革命军事委员会副主席斯克良斯基和总司令谢尔盖·加米涅夫会谈，要求蘇方派軍事顧問赴廣州支持孫廣州軍政府。11月19日，蔣應邀参加全苏苏维埃代表大会。11月25日，蔣應邀出席共产国际（第三国际）会议，会上回答了共产国际总书记瓦西里·科拉罗夫，共产国际主席团委员蔡特金等提出的十个问题，會見了季诺维也夫和维经斯基。蔣也成為共產國際名譽執委，是當時共產國際中地位最高的中國人。11月27日，托洛茨基（當時有病在身）在醫院會見了蔣中正。11月29日，蔣率代表团结束訪蘇，啟程回國:51。11月30日，蔣接奉孫電赴廣東，覆使蘇聯之命:144。12月15日，蔣取道海參崴返抵上海:4。
访苏期间，蒋中正11月在莫斯科结识了代表团成员之一的邵元冲。

## “西北军事计划”被拒
9月9日下午，蒋介石一行来到苏联革命军事委员会，会见军事委员会副主席斯克良斯基和红军总司令谢尔盖·加米涅夫，商谈此行最重要的任务———“西北军事计划”落实问题。
蒋介石和代表团把孙中山的“西北军事计划” 加以具体化。提出：在靠近苏俄边境的中国西北地区的适当地点，建成革命军队与中国军阀和外国列强进行战斗的军事基地，希望苏俄能同意以库伦（今乌兰巴托）为进攻中国北洋军阀政府首都北京的“临时基地”，以迪化（今乌鲁木齐）为“永久基地”，如苏俄只同意一个地点，则以库伦为最终选择：以库伦为中心的基地，进行为期两年的各种军事准备，包括建立军事学校，训练军官，招募士兵，组织军队，选拔配备宣传人员，以及军需供应等；自1925年11月起进入军事行动阶段，向南调动部队至蒙古南部靠近绥远、察哈尔地方，第一目标是进军北京；然后次第占领黄河流域和长江流域，进而统一全中国。
11月27日，在医院的托洛茨基会见了蒋介石一行。托洛茨基态度很友好，说愿意同苏联的朋友谈谈自己真诚的看法。他对代表团说,中国革命首先应该做的是对广大人民群众进行长而坚强的政治教育。“要尽快放弃军事冒险，集中精力去做中国的政治工作。”“广大群众参加解放运动的政治准备工作完成之后，国民党就可开始军事行动，但不要像代表团提交给革命军事委员会所说由蒙古出击，而是在中国本土兴师。”
由于“西北军事计划”未能落实，尤其是对于在库伦建立军事基地一案受阻，蒋介石产生了很大的不满和失望，进而对苏俄产生了一些疑问和看法。他在几个月后给廖仲恺的信中说：苏俄“对中国之政策，在满、蒙、回、藏诸部，皆为其苏维埃之一，而对中国本部未始无染指之意”。“彼之所谓国际主义与世界革命者，皆不外凯撒之帝国主义，不过改易名称，使人迷惑于其间而已。所谓俄与英、法、美、日者，以弟观之，其利于本国而损害他国之心，则五十步与百步之分耳”。大体反映了他赴苏俄归来的一个重要认识。

## 後續
蔣在訪蘇回程中，曾寫有《遊俄報告書》，寫下在蘇俄3個多月旅行、考察和會談所得資料和印象，後奉寄往廣州孫中山處，但此報告書今不存。
蔣對蘇共如何建軍似頗感興趣，而對蘇共政治制度不感興趣。雖然孫、蔣在中國國民黨組件和建軍上頗受蘇聯顧問影響，特別是鲍罗廷。但鮑為人強勢，作風專斷，令蔣頗有忌憚，蔣因覺鮑氏之“沙文主義”和插手中國革命軍事事務而與其反目。
蔣深刻懷疑蘇聯“援助”中國革命的目的和誠實性，認為蘇聯並非中國真正朋友。蔣並對蘇共政治上搞“階級鬥爭”的做法不敢苟同。
蔣之後著有《蘇俄在中國》，系統闡述了他對蘇聯和蘇聯陣營的看法。蔣的部分言論摘錄如下：
| 苏俄是少数人种当国，排斥异己，我很替苏俄担忧。 《蔣介石日記》中影射史達林和他的民族政策 |

| 在我未往蘇聯之前，乃是十分相信俄共對我們國民革命的援助，是出於平等待我的至誠，而絕無私心惡意的。但是我一到蘇俄考察的結果，使我的理想和信心完全消失。我斷定了本黨聯俄容共的政策，雖可對抗西方殖民於一時，決不能達到國家獨立自由的目的；更感覺蘇俄所謂「世界革命」的策略與目的．比西方殖民地主義，對於東方民族獨立運動，更危險。 蔣中正《蘇俄在中國》 |

| 弟本愚戇無知鹵莽滅裂之徒，謬承諸同志之垂青，不覺其罪累之重，盡我黨員之忠志而已。尚有一言欲直告於兄者，即對俄黨問題是也。對此問題，應有事實與主義之別，吾人不能因其主義之可信，而乃置事實於不顧。以弟觀察，俄黨殊無誠意可言，即弟對兄言俄人之言祇有三分可信者，亦以兄過信俄人，而不能盡掃兄之興趣也。至其對孫先生個人致崇仰之意者，非俄共產黨，而乃國際共產黨員也。至我國黨員在俄國者，對於孫先生惟有詆毀與懷疑而已。俄黨對中國之唯一方針，乃在造成中國共產黨為其正統，決不信吾黨可與之始終合作，以互策成功者也。至其對中國之政策，在滿、蒙、回、藏諸部，皆為其蘇維埃之一，而對中國本部，未始無染指之意。凡事不能自立，而專求於人，而能有成者，決無此理！彼之所謂國際主義與世界革命者，皆不外凱撒之帝國主義，不過改易名稱，使人迷惑於其間而已。所謂俄與英、法、美、日者，其利於本國與損害他國之心，則五十步與百步之分耳。至兄言中國代表總是倒楣，以張某作比者，乃離事實太遠，未免擬於不倫。其故在於中國人祇崇拜外人，而抹殺本國人之人格，如中國共產黨員之在俄者，但罵他人為美奴、英奴與日奴，而不知其本身已完全成為一俄奴矣。吾兄如仍以弟言為不足信，而毫不省察，則將來恐也不免墮落耳……黨中特派一人赴俄，費時半年，費金萬餘，不可為不鄭重其事，而於弟之見聞報告，毫無省察之價值，則弟當自愧信用全失，人格掃地，亦應引咎自辭也。然弟在俄行動，自覺無可為人誹謗之處，亦無失卻黨體之點，因入共產黨問題，而弟以須請命孫先生一語，即以弟為個人忠臣相譏諷、弟自知個性如此，殊不能免他人之笑。然而忠臣報君，不失其報國愛民之心，至於漢奸、漢奴，則賣國害民而已也。吾願負忠臣卑鄙之名，而不願帶洋奴光榮之銜，竊願與兄共勉之！吾嘗怪吾黨同志因循不言，以致弊病百出，事無救藥。弟觀察事體，自以為不參主觀，毫無客氣，偏於感情之間，然人苦不自知，以他人視之，或以為弟有觀察差誤判別不正之弊，亦未可知，是非善惡，悉以兄之目光為准，而弟則但期致我良知而已。書雖冗長，而意猶未盡，弟雖未亡，而實欲兄以此書作亡友遺囑耳。 蔣中正致廖仲愷長信，1924年3月14日:164-168:137 |

## 軼事

### 托洛茨基
蔣中正在蘇聯考察期間至少兩次會見了托洛茨基，但對托頗多讚美洋溢之詞，並沒有像蔣對其他蘇聯領導人的反感之情。其在日記中載：
| 其人慷爽活泼，为言革命党之要素，忍耐与活动二者不可缺一 《蔣中正年表》中載托洛茨基 |

### 兩蔣與蘇聯
蔣中正考察蘇聯，其子蔣經國留學蘇聯（蔣經國曾留學於莫斯科中山大學），兩蔣均有蘇聯經歷。蔣中正由“愛蘇”到“反蘇”。蔣經國還娶了蘇聯老婆蔣方良，蔣家後代因而有俄國血統。蔣經國因其蘇聯經歷和家庭干係，據稱還頗不得美國信任，雖然其父蔣中正是美國主要盟友。

## 相關著作
- 《遊俄報告書》
- 《蘇俄在中國》
- 《蔣介石日記》

## 關聯條目
- 中蘇交惡
- 中蘇邊界衝突
- 冷戰
- 蘇聯解體
- 社會帝國主義